# ژورا هوهانیسیان
ژورا هوهانیسیان (ارمنی: Ժորա Հովհաննիսյան؛ زادهٔ ۱۶ آوریل ۱۹۸۷) یک بازیکن فوتبال در پست هافبک اهل ارمنستان است.

## باشگاهی
از باشگاه‌هایی که در آن بازی کرده‌است می‌توان به باشگاه فوتبال المپیاکوس، باشگاه فوتبال پاختاکور، پیونیک، و باشگاه فوتبال لوکوموتیو تاشکند اشاره کرد.

## تیم ملی
وی همچنین در زیر ۱۹ سال ارمنستان و زیر ۲۱ سال ارمنستان بازی کرده است.

## زندگی خصوصی
پدر ژورا بازیکن سابق فوتبال اتحاد جماهیر سوسیالیستی شوروی خورن هوهانیسیان, رئیس سابق پیونیک ارمنستان و بازی طلایی و دریافت‌کننده ارمنی جوایز سالگرد یوفا است.